# Dostpur
Dostpur é uma cidade e uma nagar panchayat no distrito de Sultanpur, no estado indiano de Uttar Pradesh.

## Geografia
Dostpur está localizada a 26° 17′ N, 82° 28′ L. Tem uma altitude média de 81 metros (265 pés).

## Demografia
Segundo o censo de 2001, Dostpur tinha uma população de 11,877 habitantes. Os indivíduos do sexo masculino constituem 53% da população e os do sexo feminino 47%. Dostpur tem uma taxa de literacia de 57%, inferior à média nacional de 59.5%: a literacia no sexo masculino é de 63% e no sexo feminino é de 51%. Em Dostpur, 18% da população está abaixo dos 6 anos de idade.